# Grassland
Grassland es un municipio canadiense situado en la provincia de Manitoba.

## Superficie
Grassland tiene una superficie de 1350,34 km².

## Demografía
En 2021, tenía 1583 habitantes, una densidad poblacional de 1,2 hab./km², y 617 viviendas.